# Правий популізм

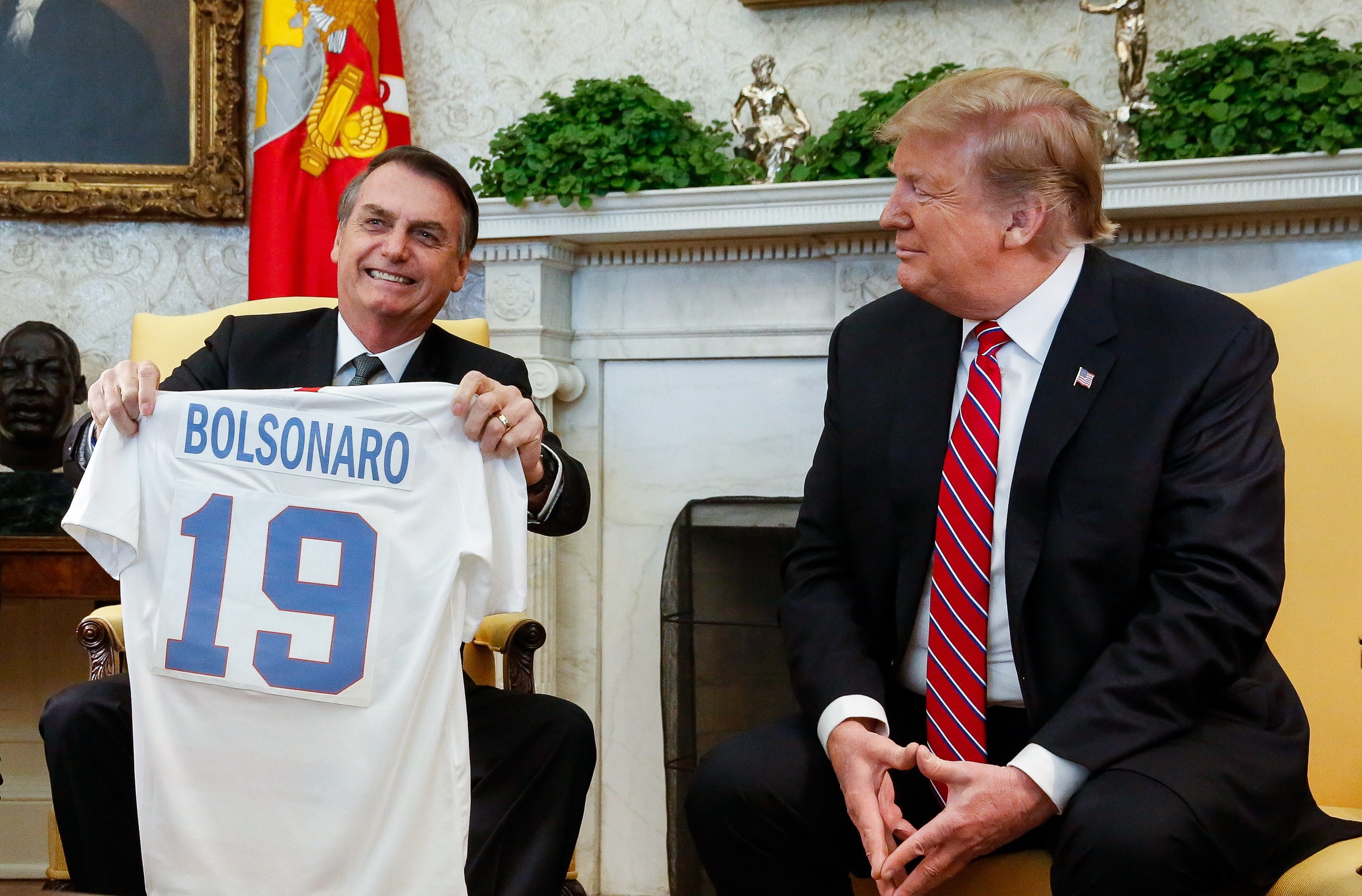
Колишні президенти Жаїр Болсонару (Бразилія) і Дональд Трамп (Сполучені Штати) є провідними діячами правого популізму.

Правий популізм, також званий націонал-популізмом і правим націоналізмом — політична ідеологія, яка поєднує праву політику та популістську риторику та теми. Її риторика використовує антиелітарні настрої, опозицію до істеблішменту та звернення до «простих людей» або для них. Поширені теми правих популістів включають неонаціоналізм, соціальний консерватизм, економічний націоналізм і фіскальний консерватизм. Часто вони прагнуть захистити національну культуру, ідентичність та економіку від передбачуваних атак сторонніх.
Правий популізм у західному світі зазвичай асоціюється з такими ідеологіями, як антиекологізм, антиглобалізм, нативізм і протекціонізм. У Європі цей термін часто використовується для опису груп, політиків і політичних партій, які загалом відомі своєю опозицією до імміграції, особливо з мусульманського світу, і євроскептицизмом. Праві популісти можуть підтримувати розширення соціальної держави, але лише для тих, кого вони вважають за потрібне отримати цю концепцію називають «соціальним шовінізмом».
З 1990-х років праві популістські партії утвердилися в законодавчих органах різних демократичних країн. Хоча крайні праві рухи в Сполучених Штатах (де їх зазвичай називають «радикальними правими») зазвичай характеризують як окремі організації, деякі автори вважають їх частиною ширшого правого популістського явищ.
Після Великої рецесії європейські праві популістські рухи, такі як Брати Італії, Ліга, Національне згуртування (раніше Національний фронт), Партія свободи та Форум за демократію в Нідерланди, Партія фінів, Шведські демократи, Данська народна партія, Партія свободи Австрії, Партія незалежності Великобританії, Альтернатива для Німеччини та партія Brexit почали зростати в популярності значною мірою завдяки посилення протидії імміграції з Близького Сходу та Африки, зростання євроскептицизму та невдоволення економічною політикою Європейського Союзу. Американський бізнесмен і медійна особа Дональд Трамп переміг на президентських виборах у Сполучених Штатах у 2016 році після того, як балотувався на платформі, яка включала правопопулістські теми. 